# Tjeckoslovakien i olympiska sommarspelen 1956
Tjeckoslovakien deltog med 63 deltagare vid de olympiska sommarspelen 1956 i Melbourne. Totalt vann de en guldmedalj, fyra silvermedaljer och en bronsmedalj.

## Medaljer

### Guld
- Olga Fikotová - Friidrott, diskuskastning.

### Silver
- Ladislav Fouček - Cykling, tempolopp.
- Ladislav Fouček och Václav Machek - Cykling, tandem.
- Eva Bosáková - Gymnastik, bom.
- Otakar Hořínek - Skytte, 50 meter gevär, tre positioner.

### Brons
- Jiří Skobla - Friidrott, kulstötning.